# Vodolei, Veliko Tărnovo
Vodolei (în bulgară Водолей) este un sat în comuna Veliko Tărnovo, regiunea Veliko Tărnovo,  Bulgaria. 

## Demografie
Componența etnică a satului Vodolei
     Turci (8,33%)
     Bulgari (42,52%)
     Romi (35,63%)
     Nicio identificare (13,5%)
La recensământul din 2011, populația satului Vodolei era de 696 locuitori. Nu există o etnie majoritară, locuitorii fiind bulgari (42,52%), romi (35,63%) și turci (8,33%). Pentru 13,5% din locuitori nu este cunoscută apartenența etnică.